# كينيث أنغيل
كينيث أنغيل (بالإنجليزية: Kenneth Anthony Angell)‏ هو كاهن كاثوليكي أمريكي، ولد في 3 أغسطس 1930 في بروفيدنس في الولايات المتحدة، وتوفي في 4 أكتوبر 2016 في وينوسكي في الولايات المتحدة.